# Vara (localité de Suède)
Pour les articles homonymes, voir Vara.
Vara est une localité suédoise de 3 889 habitants. C'est le chef-lieu de la commune de Vara.